# 베아테 빌레
베아테 카롤리네 빌레(덴마크어: Beate Karoline Bille, 1976년 11월 17일 ~ )는 덴마크의 배우이다. 할머니는 소설가 이레네 입센 빌레이며, 노르웨이의 작가 헨리크 입센의 손녀이다.

## 출연 작품
- 디텍티브스 (2013)
- 드라벳 (2005)